# Franco Fortini
Franco Fortini, eigentlich Franco Lattes, (* 10. September 1917 in Florenz, Königreich Italien; † 28. November 1994 in Mailand) war ein italienischer Dichter, Autor, Übersetzer und marxistischer Intellektueller.

## Leben
Fortini wurde als Franco Lattes, als Kind eines jüdischen Anwalts und einer katholischen Mutter, geboren. Er studierte Jura und Philosophie und wurde 1939 Mitglied der protestantischen Kirche der Waldenser. 1940 nahm er den Namen seiner Mutter an, um Anfeindungen wegen seiner jüdischen Abstammung zu entgehen. 1941 wurde er Offizier der italienischen Armee und floh 1943 in die Schweiz. 1944 schloss er sich den Partisanen im norditalienischen Alpental Val d’Ossola an. Im gleichen Jahr wurde er Mitglied der italienischen Partito Socialista Italiano (PSI).
Nach dem Ende des Krieges ließ Fortini sich in Mailand nieder und arbeitete dort als Journalist und Übersetzer. Die Verbindung zur Sozialistischen Partei löste er nach dem Einmarsch der sowjetischen Truppen in Ungarn im Verlauf des Ungarischen Volksaufstands des Jahres 1956. In den Jahren von 1964 bis 1972 arbeitete er neben seiner Tätigkeit als Lyriker und Autor an verschiedenen Höheren Schulen. Seit 1976 war er Lehrstuhlinhaber für Literaturkritik an der Universität Siena. In diesen Jahren war er einer der wichtigen und einflussreichen Vertreter der italienischen Neuen Linken.

## Werke
- Text zur Vokalmusik von Valentino Bucchi: Cori della pietàfür gemischten Chor und Orchester, 1949–1950.
- Dieci inverni (1947–1957). Contributi ad un discurso socialista. Feltrinelli, Miland 1957.
- Poesia delle rose. Libreria Antquaria Palmaverde, Bologna 1962.
- italienisch und deutsch: Poesie. übersetzt von Hans Magnus Enzensberger, Suhrkamp, Frankfurt am Main 1963.
- Sere in Valdossola. Mondadori, Mailand 1963.
- Verifica dei poteri. Scritti di critica e di istruzione letterarie. Il Saggiatore, Mailand 1965.
- Ventiquattro poesie 1961–1968. S.I.E. 1969.
- Soggi italiani. De Donato, Bari 1974.
- I poeti del Novecento. Laterza, Bari 1977.
- Paesaggio con serpente. Versi 1978–1983. Einaudi, Turin 1984.
- Versi scelti 1939–989. Einaudi, Turin 1990.
- Nichts ist sicher, aber schreibe. Ausgewählte Gedichte. Italienisch und deutsch.Übers. Hans Raimund, edition PEN/Löcker Verlag/Wien 2023

posthum veröffentlicht
- P. V. Mengaldo (Hrsg.): Poesia inedite. Einaudi, Turin 1995.
- I cani del Sinai. Quodlibet, Macerata 2002.
- Composita solvantur: Die späten Gedichte. Aus dem Italienischen von Manfred Bauschulte. Lana, Ed. per procura, Wien 2002, ISBN 3-901118-47-0.
- La guerra a Milano. Estate 1943. Edizione critica e commento a cura di Alessandro La Monica, Pisa, Pacini Editore, 2017.

Übersetzungen
- Bertolt Brecht: Mutter Courage und ihre Kinder = Madre Courage e i suoi figli, übersetzt von Ruth Leiser und Franco Fortini. Einaudi, Turin 2000, ISBN 88-06-15613-6.